# Езикова промяна
Езиковата промяна е процесът на изменение на езиците във времето.
Тя се изучава от различни клоноове на езикознанието – историческа лингвистика, социолингвистика, еволюционна лингвистика. Протича под въздействието на различни фактори – стремеж към по-ефективна комуникация, замяна на загубили изразителността си езикови форми с нови, пренос по аналогия на характеристики от едни на други думи или други елементи на езика, взаимодействие с други езици, изменения в културната среда, географско разместване на население.